# モンブラン (兵庫県の企業)
株式会社モンブランは、かつて兵庫県神戸市に本社を置き、「Mont-Blanc KOBE」（モンブランコウベ）の名前で洋菓子の製造や販売を手掛けていた企業。

## 概要
1963年10月に兵庫県加古川市にて創業。1989年3月に法人へ改組。2000年7月に本社を神戸市西区へ移転した。
「至高のモンブラン」「お・も・て・な・し半熟チーズ」などのヒット商品を生み出し、洋菓子激戦区とされる神戸市において相応の人気と知名度を獲得していった。徐々に店舗を増やしていき、メディアにも取り上げられた。
2015年6月期には約6億6500万円の売上があった。しかし、商品は廃棄ロスが多く利益率の低い生ケーキが中心で、かつ多品種・小ロット生産で非効率であり、原材料高騰への対応にも困難であったことから、赤字商品が続出した。さらに、同業者間の競合や原材料費の高騰、出店に伴う借入負担などにより赤字決算や債務超過が続いた。コンビニスイーツや乃が美などの高級食パンの台頭も経営悪化に拍車をかけた。モンブランは、一部作業の機械化や外国人の雇用などで経営改善を図ろうとしたが奏功せず、経営悪化は進む一方だった。そのような中でも、2017年には兵庫県内に3店舗をオープンさせた。兵庫県内に本社を置く同業者が東京へ進出する中、モンブランは兵庫県内の出店にこだわり続けた。
2018年6月期の売上も、約5億2100万円まで落ち込んだ。さらに、2018年に発生した大阪府北部地震、平成30年7月豪雨、台風21号などにより資金繰りが悪化。このためモンブランは、2018年8月に取引金融機関に対してリスケジュールを要請したが、金融機関はリスケジュールを断った。モンブランは、同年10月22日に事業を停止して事後処理を弁護士に一任。2019年1月16日に神戸地方裁判所から破産手続開始決定を受けた。負債総額は約3億7500万円。
モンブランは2020年10月9日に法人格が消滅した。

## 店舗
- 経営破綻時は、兵庫県に15店舗、青森県に1店舗を展開していた。